# Stolp modrih konj (Marc)
Stolp modrih konj (nemško Der Turm der blauen Pferde) je slika olje na platnu iz leta 1913 nemškega ekspresionističnega umetnika Franza Marca. Imenovana je bila za eno njegovih najboljših del, vendar je leta 1945 izginila.

## Opis
Stolp modrih konj je bil veliko delo, 200 krat 130 centimetrov. Večji del slike zavzema pogled od spredaj na štiri pretežno modre konje, razporejene v nizu desno od sredine, obrnjene proti gledalcu, vendar z glavami, obrnjenimi v levo; prvi konj se je vsaj enemu piscu zdel »le malo manjši od naravne velikosti«. Levo od njihovih zadkov, ki tvorijo središče slike, je abstraktna pokrajina; nad njim je oranžna mavrica na rumenem ozadju. Prvi konj ima na prsih polmesec in križe na telesu, ki nakazujejo zvezde.

## Zgodovina
Marc je sliko ustvaril poleti 1913. Preliminarna skica s črnilom in gvašem je ohranjena v obliki novoletne razglednice za tisto leto pesnice Else Lasker-Schüler, ene od 28 naslikanih razglednic, ki jih je umetnica poslala in na katere je odgovorila v ilustriranih pismih, ki jih je pozneje uporabila v svojem romanu Malik. Skica Modri konji uporablja njeno najljubšo barvo, modro, in njene osebne simbole, luno in zvezde. To je zdaj v Münchenski državni grafični zbirki. Slika velikega formata je bila eno od sedmih Marcovih del, ki so bila tisto jesen razstavljena na Prvem nemškem jesenskem salonu (Erster Deutscher Herbstsalon).
Marc je umrl leta 1916 med prvo svetovno vojno. Po vojni je bil Stolp modrih konj eno od Marcovih del, pridobljenih za nov sodoben prizidek berlinske Narodne galerije v Kronprinzenpalais. Od tam so jo odstranili kot del 'čiščenja' modernih umetniških del pod nacisti in vključili v razstavo Degenerated Art, ki so jo odprli julija 1937 v Münchnu. Vendar pa je bila slika v odgovor na protest veteranov, ker je Marc umrl v boju za svojo domovino v vojni, odstranjena in ni bila vključena v razstavo, ko so jo odprli v Berlinu. Takrat so jo ocenili na 80.000 Reichsmark. Spomladi 1936, zdaj ocenjena na 20.000 RM, je bila nato prenesena v hrambo Hermanna Göringa kot del izbrane skupine dragocenih modernističnih slik, ki je vključevala tudi dve drugi Marcovi deli. Göring je prodal vsaj nekatere od teh s precejšnjim dobičkom, vendar se zdi, da ni prodal Stolpa modrih konj, ki je izginil ob koncu vojne.
Edwin Redslob, umetnostni zgodovinar, ki je postal rektor Svobodne univerze v Berlinu, je leta 1977 zapisal, da je sliko videl v Haus am Waldsee v Zehlendorfu v Berlinu, ko je bil še pod sovjetsko okupacijo, torej v prvi polovici leta 1945 in novinar Joachim Nawrocki je poročal, da jo je videl v sosednjem mladinskem hotelu pozimi v času berlinske blokade, 1948/49, z dvema ali tremi režami na njej. Druge izjave in teorije o usodi slike, ki so bile objavljene, vključujejo, da je bila uničena v Carinhallu, ko je leta 1945 dal Göring razstreliti hišo, ko so Rusi napredovali proti njej, da je bila v pruski poslanski zbornici, in da je v Švici, najverjetneje v bančnem sefu v Zürichu; leta 2001 je zbiralec umetnin trdil, da so jo ponudili v prodajo. Umetnostni zgodovinar Roland März je sliko uvrstil na naslovnico kataloga, ko je leta 1986 organiziral razstavo o nemških ekspresionistih v (takrat vzhodnonemški) Narodni galeriji, v upanju, da bo »stara gospa iz vzhodnih Rudnih gora prišla tja v [njegovo] pisarno in odvila platno, iz katerega bi se razsuli kristali modrega pigmenta«, in jo je še naprej iskal, a se ni več pojavila.

## Sprejem in pomen
Stolp modrih konj je ena od Marcovih živalskih slik, med katerimi velika skupina prikazuje konje. Je ena najopaznejših od tistih, v katerih poskuša »videti in slikati skozi [živalske] oči« ali kot je rekel Paul Klee, »jih dvigne na svojo raven«. Mnoge gledalce je globoko navdušila; eden je zapisal: »[Slika] nas očara ... Skupina štirih konj zasveti pred našimi očmi kot vizija ... Mogočno telo najpomembnejše živali ... zdi se, kot da se pojavi iz globin in se takoj ustavi v pred gledalcem«. Tesno povezana kompozicija dela s svojo geometrijsko strukturo in uporabo barve – s prosojnostjo barvnega stekla in z manjšo nasičenostjo, ko oko potuje navzgor – vzpostavlja močno gibanje navzgor.
V predavanju na berlinski univerzi leta 1921 je teolog Paul Tillich izpostavil to sliko kot primer ekspresionističnega »uničevanja naravnih oblik in barv, da bi pridobili vpogled v notranjo resnico stvari«. Susanna Partsch predlaga, da luna, mavrica in namigi zvezd kažejo na branje slike kot poskus »prikazovanja enotnosti bitja in kozmosa«, v katerem je človeštvo sublimirano v konjih, ki predstavljajo njegovo moč. Slika je veljala za eno umetnikovih najboljših del.

## Barvna reprodukcija
Slika je preživela v različnih barvnih ilustracijah, ki so jih kot umetniške grafike in razglednice distribuirala münchenska podjetja, kot sta Bruckmann in Hanfstaengl, pred letom 1933 in po drugi svetovni vojni in izginotju izvirnika. Zaradi svoje pomembnosti je bila pogosto upodobljena v ilustriranih knjigah, monografijah in razstavnih katalogih, pri čemer se je običajno sklicevalo na izvor oljne slike. Barvna predloga iz arhiva slik Artothek je bila uporabljena v katalogu raisonné iz leta 2004.

## Drugo branje
- Klaus Lankheit. Franz Marc: der Turm der blauen Pferde. Universal-Bibliothek B9069; Werkmonographien zur bildenden Kunst 69. Stuttgart: Reclam, 1961. OCLC 15931613 (nemško)